# Beechcraft 18
Il Beechcraft Model 18, o "Twin Beech" come era meglio conosciuto in ambito statunitense, era un bimotore multiruolo ad ala bassa a 6-11 posti prodotto dall'azienda statunitense Beech Aircraft Corporation di Wichita nello stato del Kansas.
Questo modello fu in servizio durante e dopo la seconda guerra mondiale in diverse versioni per l'United States Army Air Forces (C-45 Expeditor, AT-7 Navigator, AT-11 Kansan), e per l'United States Navy, UC-45J Navigator e SNB-1 Kansan. In complesso gli esemplari prodotti hanno volato per 20 000 000 ore.
Il Beech 18 vanta il singolare primato di essere l'aereo più modificato fra quelli certificati dalla Federal Aviation Administration, l'agenzia federale statunitense per l'aviazione civile, vantando oltre 200 modifiche al progetto originario. L'aereo venne impiegato per gli usi più disparati rivelandosi molto versatile sia per impieghi militari che civili. Venne impiegato anche per il trasporto passeggeri dalla Philippine Airlines, la più antica compagnia aerea asiatica.

## Storia del progetto
Verso la fine degli anni trenta, la Beechcraft decise di intraprendere lo sviluppo di un nuovo progetto, designato Model 18, che potesse rispondere alle esigenze del mercato militare e che avrebbe determinato un sensibile aumento della produzione. L'ufficio di progettazione propose un velivolo dall'aspetto, per l'epoca, piuttosto convenzionale, un bimotore monoplano ad ala bassa di costruzione interamente metallica con Fusoliera semi-monoscocca e Carrello d'atterraggio retrattile con movimento verso coda, tranne per l'impennaggio per il quale si scelse l'inusuale configurazione a doppia deriva, il cui disegno richiamava la serie dei più grandi Lockheed L-10 Electra.
Il prototipo del Beech 18 venne portato in volo per la prima volta il 15 gennaio 1937 al quale seguirono i primi modelli di serie, equipaggiati con una coppia di motori radiali Jacobs L-6 da 330 hp (250 kW) o Wright R-760E da 350 hp (260 kW). I successivi adottarono i più potenti Pratt & Whitney R-985 da 450 hp (336 kW), soluzione che venne mantenuta dalle versioni prebelliche C18S in poi.

## Impiego operativo

### Italia

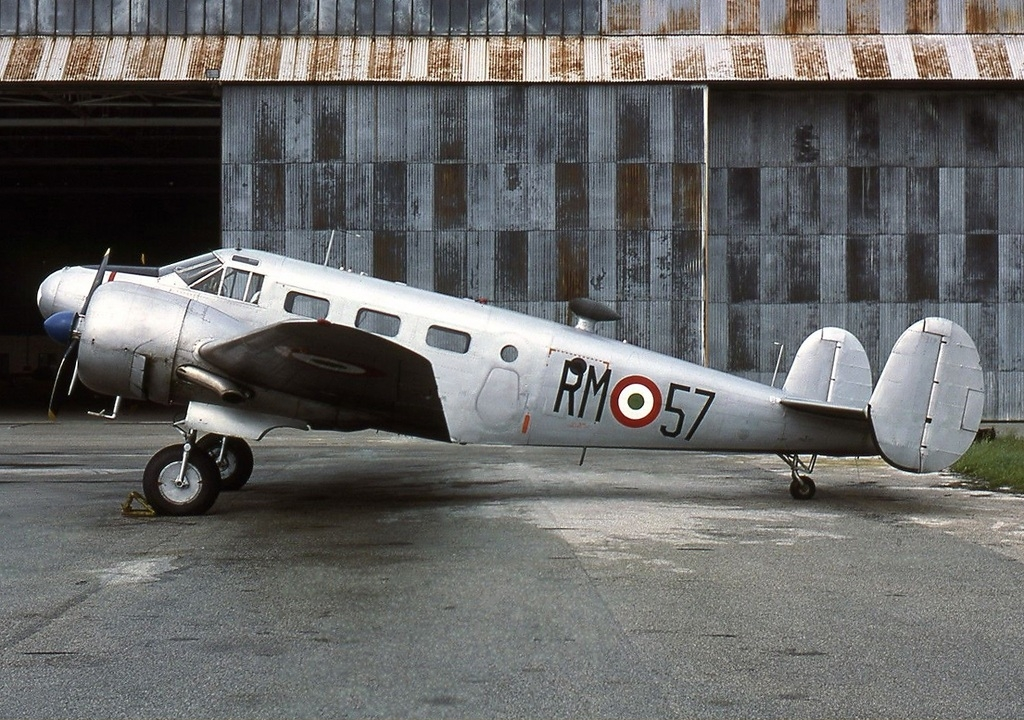
Un C-45 Expeditor all'Aeroporto di Guidonia nel 1980

Il Beech 18 arrivò in Italia nel secondo dopoguerra per poter colmare il drammatico vuoto lasciato dal conflitto appena concluso nella rifondata Aeronautica Militare. L'Aeronautica riuscì ad acquistare, nel 1948, un'elevata quantità di velivoli utilizzati dagli alleati che oramai, vista la conclusione degli eventi bellici, erano considerati inutili e in soprannumero per le loro esigenze. Tra questi vi erano 124 esemplari di Beech C-45 Expeditor di provenienza USAAF, 65 dei quali ceduti addirittura gratuitamente per le loro condizioni considerate pessime dal governo statunitense. Soprannominati "bici" dal personale aeronautico italiano, i C-45 Expeditor vennero riportati in gran parte in condizioni di volo, diventando per molti anni l'ossatura del trasporto leggero e di collegamento fino alla loro radiazione avvenuta nel 1979, andando inizialmente ad equipaggiare il 36º Stormo e il 46º Stormo. Il loro servizio svolto in Italia è simbolicamente ricordato con la conservazione di un esemplare esposto al Museo storico dell'Aeronautica Militare di Vigna di Valle.
Un esemplare di UC-45 ex-AM (MM61714 codici RR-18) soprannominato "Spirit of Guidonia" è stato acquisito nel 1990 dal GAVS Torino ed è attualmente conservato in attesa di restauro.
L'unico esemplare in Italia di C45 da osservazione aerea, rimasto per 40 anni nell'hangar dell'Istituto Statale di Istruzione Superiore "Arturo Malignani" di Udine per essere studiato dagli allievi del corso di aeronautica, l'8 febbraio 2021 è stato trasferito presso l'Aeronautica Militare di Piacenza per essere rimesso in volo .

## Versioni

### Civili

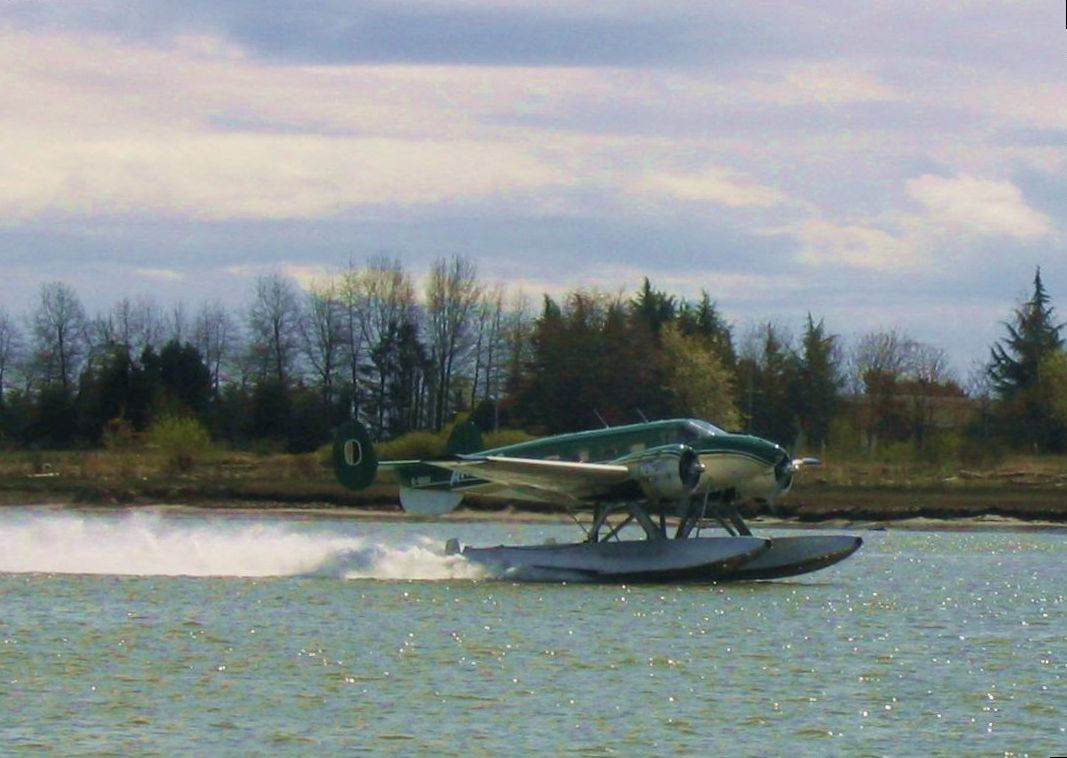
Beechcraft 18 in versione idrovolante.

Salvo diversamente specificato, le versioni si intendono equipaggiate con una coppia di motori radiali Pratt & Whitney R-985.
Model 18A
prima versione di produzione in serie, caratterizzata da cabina di pilotaggio per pilota e co-pilota e scompartimento passeggeri per setto o otto persone, equipaggiato con una coppia di radiali Wright R-760E-2 da 350 hp (260 kW). MTOW: 6 700 lb (3 000 kg).
- Model S18A

sottoversione del Model 18A equipaggiabile con sci per operazioni su superfici nevose o galleggianti Edo 55-7170 in versione idrovolante a scarponi; MTOW: 7 200 lb (3 300 kg).
Model 18B
sviluppo del Model 18A caratterizzato da una maggiore autonomia e capacità di carico utile, equipaggiato con una coppia di radiali Jacobs L-5 da 285 hp (213 kW).
- Model S18B

sottoversione del Model 18B equipaggiabile con sci o galleggianti.
Model 18D
versione con scompartimento passeggeri per nove posti a sedere, equipaggiato con una coppia di motori radiali Jacobs L-6 da 330 hp (250 kW). MTOW: 7 200 lb (3 300 kg).
- Model S18D

sottoversione del Model 18D equipaggiabile con sci o galleggianti Edo 55-7170; MTOW: 7 170 lb (3 250 kg).
Model A18D
versione del 18D con MTOW incrementata di 300 lb (140 kg) per un peso massimo al decollo di 7 500 lb (3 400 kg), equipaggiata con una coppia di radiali Pratt & Whitney R-985 da 450 hp (340 kW) ciascuno.
- Model SA18D

versione idrovolante a scarponi del Model A18D equipaggiata con galleggianti Edo 55-7170 e con MTOW come il S18D.
Model A18A
versione equipaggiata con una coppia di radiali Pratt & Whitney R-985 da 450 hp (340 kW) ciascuno. MTOW: 7 500 lb (3 400 kg).
- Model SA18A

versione idrovolante del Model A18A, equipaggiato con galleggianti Edo 55-7170; MTOW: 7 170 lb (3 250 kg).
Model 18R
versione equipaggiata con una coppia di radiali Pratt & Whitney R-985-A1 da 450 hp (340 kW) ciascuno dotati di compressore a due stadi per garantire una maggiore potenza di ristabilimento, prodotta in sette esemplari, uno per la Svezia equipaggiato come aeroambulanza, sei alla Cina nazionalista utilizzati come bombardieri leggeri e ridesignati localmente M18R.
Model 18S
versione civile prebellica da trasporto passeggeri, utilizzata come base per la versione C-45C destinata all'USAAC.
Model B18S
versione civile prebellica da trasporto passeggeri dotata di scompartimento a nove posti, utilizzata come base per la versione F-2 destinata all'USAAC.
Model C18S
versione derivata dal B18S, caratterizzata dalla cabina passeggeri ad otto posti, minime differenze nell'equipaggiamento e nella struttura.
Model D18S
prima versione postbellica introdotta nel 1945, caratterizzata da una cabina passeggeri ad otto posti e MTOW pari a 8 750 lb (3 970 kg) e prodotta in 1 035 esemplari (c/nos. da A-1 ad A-1035).
- 3N: versione del D18S destinata alla Royal Canadian Air Force (RCAF) e prodotta in 100 esemplari (c/nos. da A-601 ad A-700, re-immatricolati da CA-1 a CA-100).
- 3NM: versione del D18S destinata alla RCAF, prodotta in 133 esemplari (c/nos. da A-702 ad A-715, A-736 ad A-755, A-767 ad A-769, A-780, A-782, A-784, A-786, A-788, A-790 ad A-800, A-851 ad A-930; re-immatricolati da CA-102 a CA-115, CA-136 a CA-155, CA-176 a CA-194, CA-201 a CA-280).
- 3TM: versione del D18S destinata alla RCAF, prodotta in 48 esemplari (c/nos. A-701, da A-716 ad A-735, A-756 ad A-766, A-770 ad A-779, A-781, A-783, A-785, A-787, A-789 e A-931; re-immatricolati in CA-101, da CA-116 a CA-135, CA-156 a CA-175, CA-195 a CA-200 e CA-281).

Model D18C
Versione con motori Continental R9-A da 525 hp e peso massimo al decollo di 4.081 kg entrata in servizio nel 1947.
Trentuno aerei costruiti con numeri di serie da AA-1 a AA-31.
Model E18S
Versione con ala riprogettata e peso massimo al decollo di 4.217 kg.
403 aerei costruiti con numeri di serie da BA-1 a BA-402 e BA-947.
Model E18S-9700
Versione simile all'E18S con peso massimo al decollo di 4.399 kg.
57 aerei costruiti con numeri di serie da BA-403 a BA-433 e da BA-435 a BA-460.
Model G18S
Versione simile all'E18S con peso massimo al decollo di 4.399 kg.
155 aerei costruiti con numeri di serie BA-434, da BA-461 a BA-496, da BA-498 a BA-562 da BA-564 a BA-579 e da BA-581 a Ba-617.
Model G18S-9150
Versione alleggerita del G18S con peso massimo al decollo di 4.150 kg.
Un solo aereo costruito con numero di serie BA-563.
Model H18
Ultima versione di serie con peso massimo al decollo di 4.490 kg.
149 aerei costruiti con numeri di serie BA-580 e da BA-618 a BA-765.
109 aerei di questa versione avevano carrello d'atterraggio a triciclo prodotto dalla VOLPAR.

### Militari

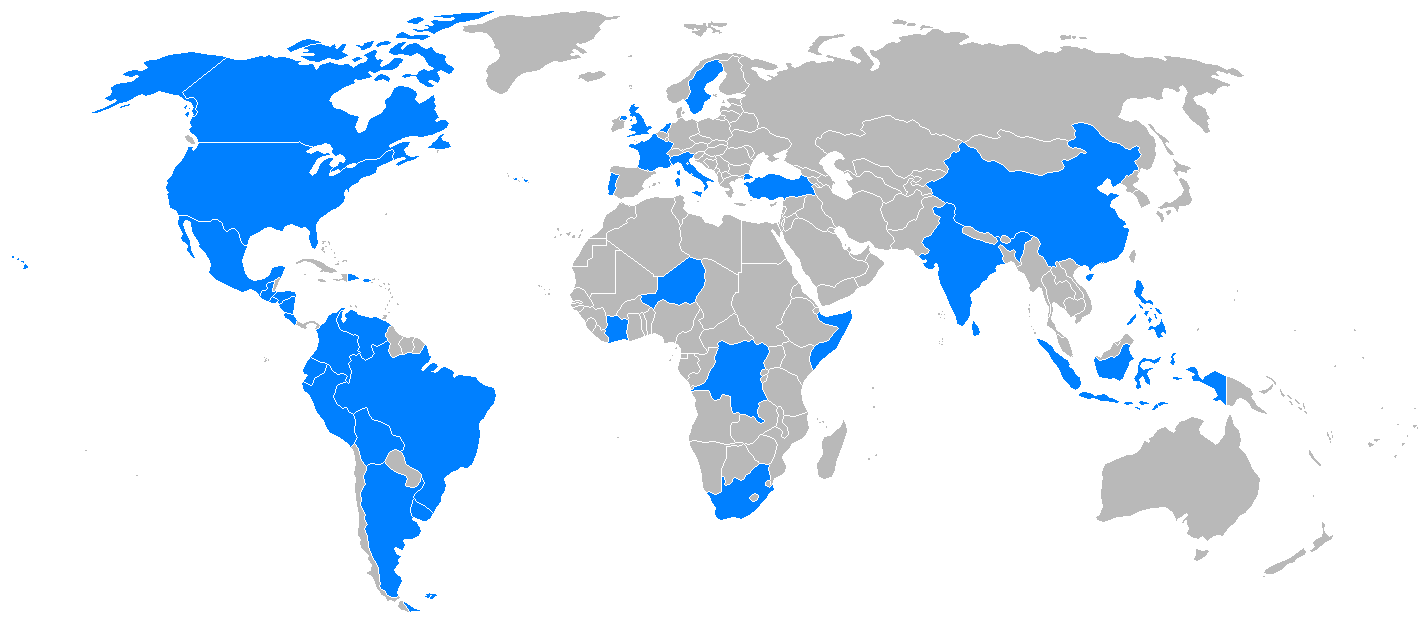
Nazioni che hanno utilizzato il Beechcraft 18 nelle loro forze aeree.

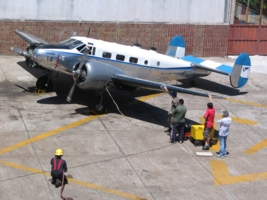
Un C-45 dell'argentina Aviación Naval.

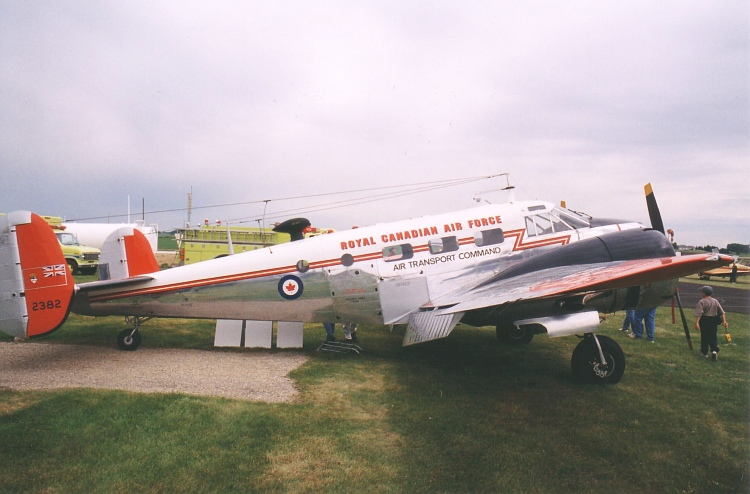
Un Beechcraft C-45 Expeditor nella livrea dell'Air Transport Command della Royal Canadian Air Force.

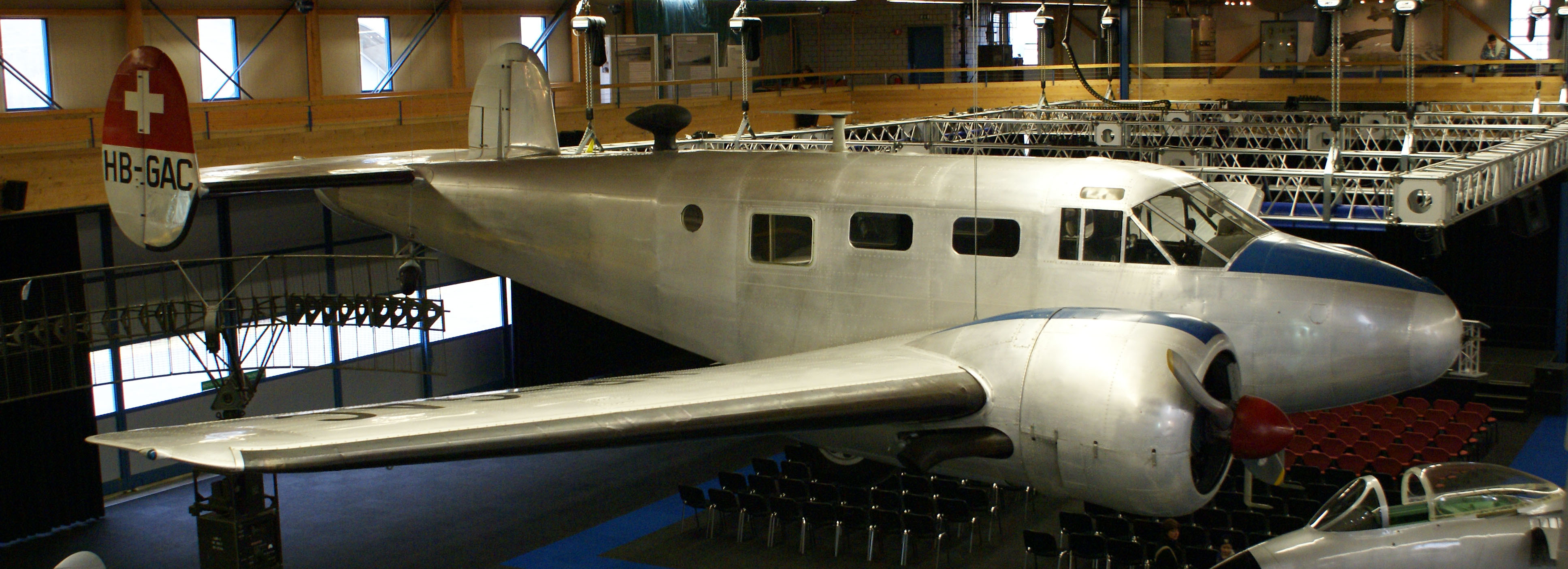
Il C-45 utilizzato dalle Forze aeree svizzere per missioni di aerofotogrammetria.

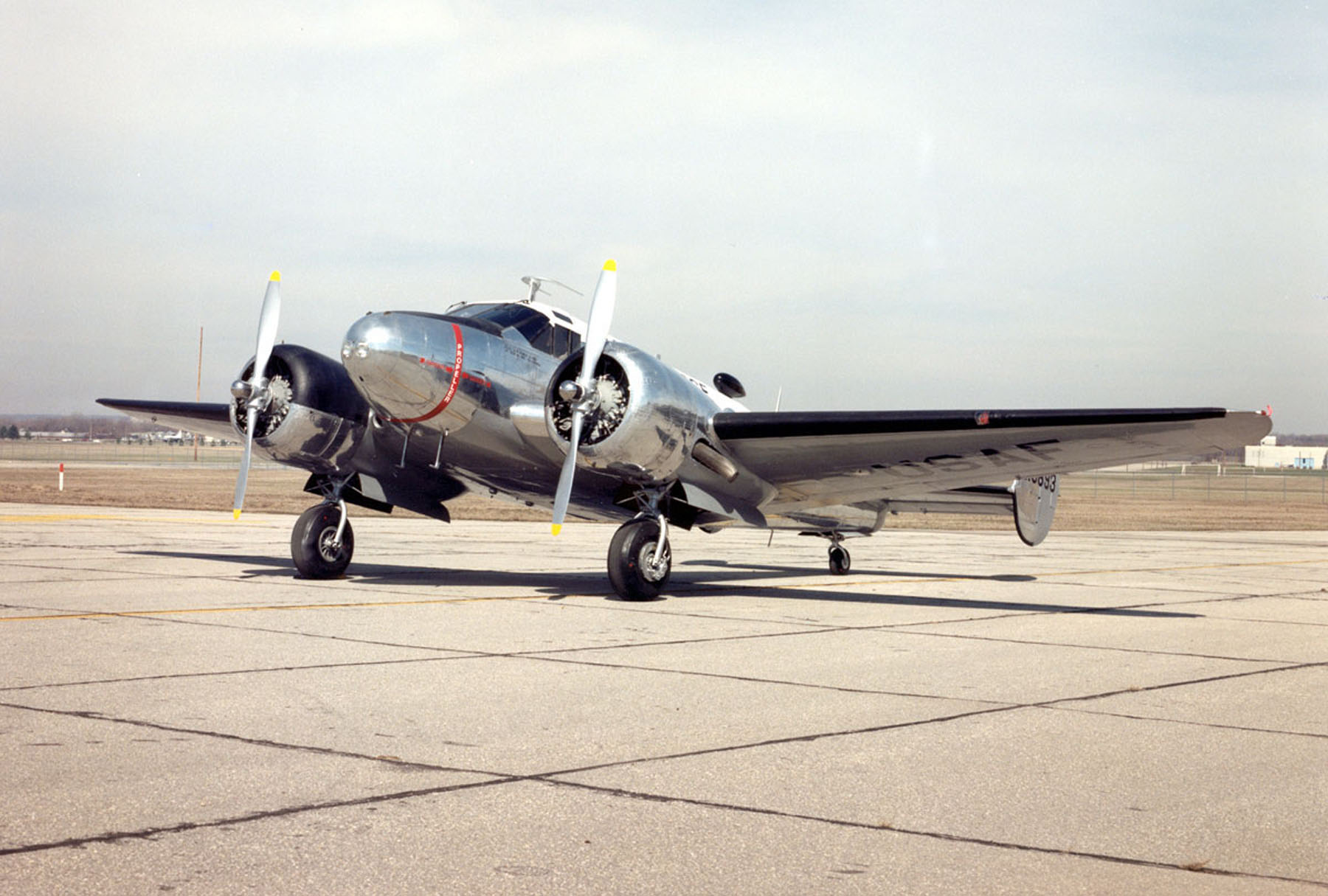
Il Beechcraft 18/C-45 in esposizione al National Museum of the United States Air Force.

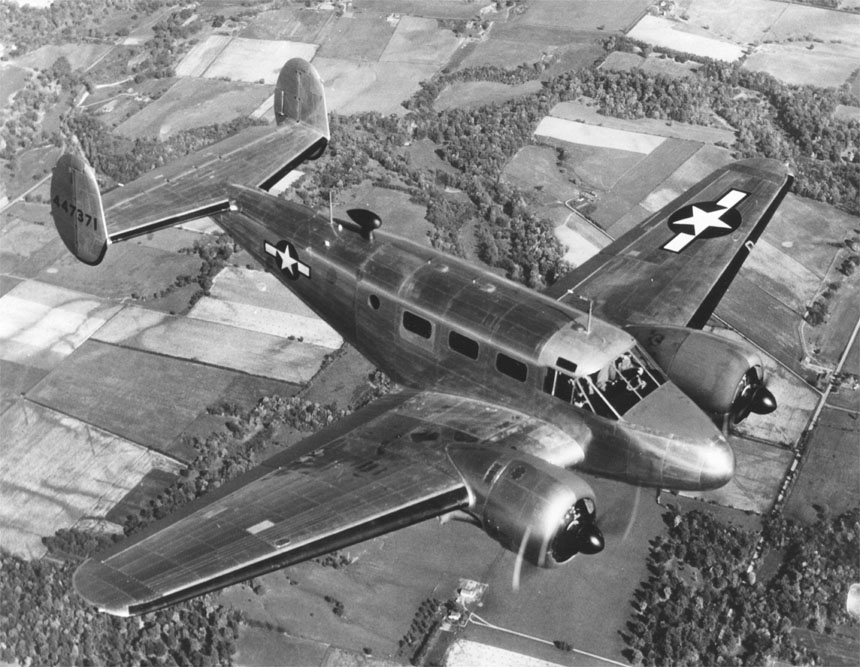
Il Beechcraft UC-45F in volo.

C-45
Aereo da trasporto per sei passeggeri derivato dal C18S.
Undici aerei costruiti.
C-45A
Aereo da trasporto per otto passeggeri derivato dal C18S.
Venti aerei costruiti.
RC-45A
Nuova denominazione introdotta nel 1948 per tutti i ricognitori F-2, F-2A e F-2B ancora in servizio.
C-45B
Aereo da trasporto derivato dal C18S con diversa disposizione dell'interno.
223 aerei ordinati. Questa versione è stata denominata UC-45B nel 1943.
- Expeditor I: alcuni C-45B forniti alla RAF nell'ambito del programma "affitti e prestiti".

C-45C
Denominazione assegnata a due Model 18S acquisiti dall'USAF, denominati UC-45C nel 1943.
C-45D
Denominazione assegnata a due AT-7 (matricola militare 42-56785 e 43-33281) convertiti in aerei da trasporto passeggeri durante la costruzione, denominati UC-45D nel gennaio 1943.
C-45E
Denominazione assegnata a due AT-7 e quattro AT-7B (matricola militare 42-43484, 42-43486 e da 43-33282 a 43-33285) convertiti in aerei da trasporto passeggeri durante la costruzione, denominati UC-45E nel gennaio 1943.
C-45F
Aereo da trasporto per sette passeggeri derivato dal C18S, riconoscibile dalle versioni precedenti per il muso allungato. 1137 aerei ordinati.
- Expeditor II: alcuni C-45F forniti alla RAF ed alla Royal Navy nell'ambito del programma "affitti e prestiti".
- Expeditor III: alcuni C-45F forniti alla RCAF nell'ambito del programma "affitti e prestiti".

C-45G
AT-7 e AT-11 convertiti nei primi anni cinquanta in aerei da trasporto per l'USAF simili ai D18S civili dotati di autopilota e motori R-985-AN-3. 372 aerei convertiti con numeri di serie da AF-01 a AF-60 e da AF-157 a AF-468, matricola militare da 51-11444 a 51-11503 e da 51-11600 a 51-11911.
TC-45G
Versione da addestramento equipaggi derivata dal C-45G.
AT-7 e AT-11 convertiti nei primi anni cinquanta in aerei da trasporto per l'USAF simili ai D18S.
96 aerei convertiti con numeri di serie da AF-61 a AF-156, matricola militare da 51-11504 a 51-11599.
C-45H
AT-7 e AT-11 convertiti nei primi anni cinquanta in aerei da trasporto per l'USAF simili ai D18S civili dotati di motori R-985-AN-14B ma privi di autopilota. 432 aerei convertiti con numeri di serie da AF-469 a AF-900, matricola militare da 52-10539 a 52-10970.
TC-45H
RC-45J
Denominazione assegnata nel 1962 agli RC-45J dell'US Navy a seguito dell'imposizione da parte del DoD di un sistema di denominazione comune per tutte le forze armate.
TC-45J
Denominazione assegnata nel 1962 ai TC-45J dell'US Navy a seguito dell'imposizione da parte del DoD di un sistema di denominazione comune per tutte le forze armate.
UC-45J
AT-7 Navigator
Versione da addestramento navigatori derivata dal C18S dotata di astrodome e posti per tre allievi.
AT-7A
Versione idrovolante derivata dall'AT-7. Sei aerei costruiti.
AT-7B
AT-7 modificati per climi freddi. Nove aerei costruiti.
AT-7C
Versione derivata dal C18S con motori R-985-AN3. 549 aerei costruiti.
AT-11 Kansan
Versione da addestramento per puntatori e mitraglieri derivata dall'AT-7 dotata di postazione per il puntatore nel muso, stiva bombe, finestrini circolari in fusoliera, una mitragliatrice nel muso ed una in una torretta dorsale. 1.582 aerei costruiti per l'USAAF più 24 ordinati dall'aeronautica olandese acquisiti dall'USAAF ed impiegati alla Royal Netherlands Military Flying School di Jackson in Mississippi.
AT-11A
Versione da addestramento navigatori derivata dall'AT-11. 36 aerei convertiti.
CQ-3
Denominazione assegnata agli UC-45F convertiti in aerei guida per bersagli teleguidati, denominati DC-45F nel giugno 1948.
F-2
Versione da ricognizione derivata dal B18.
F-2A
Versione da ricognizione migliorata.
F-2B
Versione da ricognizione migliorata.
JRB-1
Versione da ricognizione fotografica per l'US Navy derivata dal C18S dotata di coperture sulla strumentazione di cabina per migliorare la visibilità.
JRB-2
Versione da trasporto leggero per l'US Navy derivata dal C18S.
JRB-3
Versione da ricognizione fotografica simile al C-45B. 23 aerei costruiti.
JRB-4
Versione da trasporto equivalente all’'UC-45F. 328 aerei costruiti.
JRB-6
SNB-1
Versione per l'US Navy simile all'AT-11.
SNB-2
Versione da addestramento navigatori per l'US Navy derivata dall'AT-7. 299 aerei costruiti.
SNB-2C
Versione per l'US Navy simile all'AT-7C.
SNB-2H
Versione ambulanza per l'US Navy.
SNB-2P
Versione da addestramento alla ricognizione fotografica per l'US Navy.
SNB-3
Versione per l'US Navy simile all'AT-7C.
SNB-3Q
Versione da addestramento alle contromisure elettroniche per l'US Navy.
SNB-5
SNB-2 ed SNB-2C aggiornati.
SNB-5P
Versione da addestramento alla ricognizione fotografica per l'US Navy.

## Utilizzatori

### Civili
Canada
- Vancouver Island Air
- Lamb Air
- Norcanair

 Paraguay
- Líneas Aéreas de Transporte Nacional (LATN)

operò con tre AT-7, tre UC-45F e due D.18S.

### Militari
Argentina
- Aviación Naval

 Bolivia
 Brasile
- Força Aérea Brasileira

 Canada
- Royal Canadian Air Force

 Cile
- Fuerza Aérea de Chile
- Aviación Naval
- Aviación del Ejército

 Cina
- Chung-Hua Min-Kuo K'ung-Chün

 Colombia
- Fuerza Aérea Colombiana

 Costa Rica
 Costa d'Avorio
 Rep. Dominicana
 Ecuador
 El Salvador
 Francia
 Giappone
- Kaijō Jieitai

37 SNB-4 in servizio dal 1957 al 1966.
 Giappone
- Kaijō Ho'an-chō

11 Beech 18 in servizio dal 1956 al 1981.
 Guatemala
 Honduras
 Indonesia
 Italia
- Aeronautica Militare
  - 46ª Brigata Aerea

 Messico
 Nicaragua
 Niger
 Nigeria
 Paraguay
- Fuerza Aérea Paraguaya

operò con due UC-45F ed un AT-11.
 Perù
 Filippine
 Portogallo
 Somalia
 Sudafrica
 Spagna
 Sri Lanka
- Department of Survey
- Sri Lanka Air Force

 Svezia
 Svizzera
- Forze aeree svizzere

 Thailandia
 Turchia
 Regno Unito
- Royal Air Force
- Royal Navy

 Stati Uniti
- United States Army
  - United States Army Air Corps
  - United States Army Air Force
- United States Air Force
- United States Marine Corps
- United States Navy

 Uruguay
 Venezuela
 Zaire

## Nella cultura di massa
- In diverse puntate del telefilm A-Team, viene utilizzato il Beechcraft 18 nelle operazioni della famosa banda di "bravi ricercati".

In "It's a mad mad mad mad world" passa per un cartellone pubblicitario pilotato da Mikey Rooney